# Cyanaeorchis
Cyanaeorchis là một chi thực vật có hoa trong Họ Lan.